# Universitätsverlag Winter
La Universitätsverlag Winter, nota anche come Winter Verlag e, precedentemente, Universitätsverlag Carl Winter o Verlag C. Winter, è una casa editrice universitaria tedesca con sede a Heidelberg. Attiva dal 2002 con il nome di Universitätsverlag Winter GmbH Heidelberg, è specializzata nella pubblicazioni scientifiche.

## Storia
La storia dell'azienda risale all'inizio del XIX secolo, con la fondazione di una precedente libreria nel 1805 da parte di Jacob Christian Benjamin Mohr (1778-1854) e Johann Georg Zimmer (1777-1853).
Fino al 1815, con il permesso del senato accademico dell'Università di Heidelberg, la libreria operò con il nome di Akademische Buchhandlung Mohr & Zimmer ("Libreria accademica Mohr & Zimme").
In questo periodo, il programma editoriale fu caratterizzato dalla pubblicazione delle opere del cosiddetto Romanticismo di Heidelberg, quali: le prime edizioni dell'opera di Achim von Arnim intitolata Des Knaben Wunderhorn.
Con il ritiro di Zimmer dall'attività, Christian Friedrich Winter (1773-1858) subentrò al suo posto come socio. In questo modo, la ragione sociale divenne Akademischen Buchhandlung Mohr & Winter.
Mohr e Winter si separarono nuovamente nel 1822. Winter continuò a gestire da solo la sua attività, cosicché l'azienda rimase a conduzione familiare per i successivi 170 anni, fino al 1992. Mohr portò avanti la propria impresa editoriale, la Mohr Siebeck Verlag.
Nel 1993, a causa delle difficoltà della tipografia interna, i fratelli Otto e Carl Winter dovettero dichiarare fallimento e la casa editrice fu venduta al consorzio aziendale Heidelberger Verlagsanstalt (HVA). Nel 2002 anche questa dovette dichiarare fallimento e la casa editrice fu nuovamente ceduta alla Memminger MedienCentrum Druckerei und Verlags AG e, nel dicembre 2002, fu rifondata con il nome di Universitätsverlag Winter. Dal settembre 2003, la casa editrice ha sede nel piccolo castello medievale di Handschuhsheim.
Dal 1° luglio 2024 Christina Hünsche è a capo della casa editrice.